# Daniel Druskat
Daniel Druskat ist der Titel einer fünfteiligen Spielfilmproduktion des Fernsehens der DDR, die im Zeitraum zwischen 1975 und 1976 entstand. Als Vorlage diente der 1976 erschienene gleichnamige Roman von Helmut Sakowski. Der erste Teil wurde am 12. April 1976 im 1. Programm des DDR-Fernsehens erstmals ausgestrahlt. Die Hauptfigur des Druskat wird in der filmischen Umsetzung von Hilmar Thate verkörpert, der mit Manfred Krug in der Rolle des eloquenten Max Stephan einen ebenbürtigen Rivalen und zugleich Freund hat.

## Handlung
Daniel Druskat, Vorsitzender der Landwirtschaftlichen Produktionsgenossenschaft im (fiktiven) mecklenburgischen Dorf Altenstein, allseits bekannt als grundanständiger Mensch und mustergültiger Genosse der Sozialistischen Einheitspartei, wird eines Tages von Mitarbeitern der Staatsanwaltschaft abgeholt. Beim Abschied von seiner sechzehnjährigen Tochter Anja scheint es sogar, als habe er längst damit gerechnet, doch den Grund vermag er ihr im Augenblick nicht mitzuteilen. Im Dorf kursieren böse Spekulationen: Wurden nicht kürzlich beim Straßenbau sterbliche Überreste gefunden? Drohte nicht Druskats Freund im Streit öffentlich, er könne ihn vernichten? Deshalb besucht Anja in den folgenden Tagen langjährige Bekannte und Weggefährten ihres Vaters, um eine Erklärung zu erhalten. Obwohl sich alle durchaus gesprächig zeigen, merkt Anja bald, dass man ihr gerade die entscheidenden Dinge verschweigt. Parallel dazu versucht auch Druskat in der Vernehmung, seinen bisherigen Lebensweg darzustellen. So ersteht in zahlreichen Rückblicken aus unterschiedlichen Perspektiven ein Ausschnitt (ost)deutscher Geschichte von den letzten Monaten des Zweiten Weltkriegs und der Naziherrschaft bis zur entwickelten sozialistischen Gesellschaft in der Filmgegenwart der 1970er Jahre.
Anjas erstes Ziel ist Druskats Jugendfreund und Dauerrivale Max Stephan, gleichfalls SED-Genosse und LPG-Vorsitzender im Nachbardorf Horbeck, doch unterschiedlichere Charaktere kann man sich kaum vorstellen. Max war lange Zeit ein strikter Gegner der von Druskat vorangetriebenen Kollektivierung und beugte sich als einer der Letzten dem übermächtigen Druck, und auch das nur weil Druskat ihm den Vorsitz überließ und in das zurückgebliebene Altenstein umzog. Anschließend gelingt es Max durch unbestreitbare Tüchtigkeit, aber auch mit unlauteren Tricks, aus der Horbecker Genossenschaft ein Vorzeigeobjekt und Hätschelkind der sozialistischen Obrigkeit zu machen, während Druskat mit der desolaten Altensteiner LPG trotz übermenschlicher Anstrengung jahrelang auf keinen grünen Zweig kommt. Ihrer Freundschaft tut dies keinen Abbruch, obwohl sie in Grundsatzfragen weiterhin oft unterschiedlicher Ansicht sind. Max bestreitet zwar, Druskat denunziert zu haben, sein Sohn Jürgen wird dennoch misstrauisch und schließt sich Anja an.
Max Stephans Frau Hilde, Erbin des größten Bauernhofes und Tochter des ehemaligen Bürgermeisters und NS-Ortsbauernführers Krüger, stand Druskat offenbar in jungen Jahren sehr nah und fragt sich noch immer, ob ihn wirklich nur ideologische Gründe davon abhielten, sie zu heiraten. Obwohl sie einander zugetan blieben, tröstete sie sich schließlich mit Max, und Druskat mit der ehemaligen Fremdarbeiterin Irene. Anfangs sind beide Ehen glücklich, doch mit der Zeit fällt es Hilde zunehmend schwerer, Max’ Großmannssucht zu tolerieren. Irene leidet an einer unheilbaren Krankheit und kann bald mit Druskats Tatendrang nicht mehr mithalten. Noch bevor sie mit kaum dreißig Jahren stirbt, hat Druskat eine Affäre mit ihrer Haushaltsgehilfin Rosemarie.
Anna Preibisch, die alteingesessene Wirtin des Horbecker Gasthofs, weiß in Dorfangelegenheiten sicher besser Bescheid als alle anderen. Als Relikt der im Sozialismus kaum noch gelittenen Privatwirtschaft muss sie allerdings vorsichtig mit ihren Äußerungen sein. Wie sie einst unter eigener Lebensgefahr Irene vor den Nazis rettete, und wie Druskat im Krieg als verwaister und mittelloser Flüchtling nach Horbeck kam, ist Anja jedenfalls schon bekannt. Auch Druskats politischer Ziehvater Gustav Gomolla, KZ-Überlebender, erster Nachkriegsbürgermeister von Horbeck, später Erster Sekretär des Kreises und selbst im Ruhestand noch einflussreich, kann bislang keine Aufklärung geben.
Einzig Rosemarie, die inzwischen Karriere gemacht hat und nach jahrelanger Trennung wieder eine Beziehung mit Druskat einging, kennt sein Geheimnis. Sie will es ihm aber selbst überlassen, es seiner Tochter zu offenbaren. Eine zufällig aufgeschnappte Bemerkung führt Anja dennoch auf die richtige Spur und zum alten Krüger, Hildes Vater, der wegen seiner NS-Vergangenheit seither nichts mehr zu sagen hat. Von Anja und seinem eigenen Enkel Jürgen zur Rede gestellt, gibt er nun preis, Druskat habe in den letzten Kriegstagen einen flüchtigen polnischen Zwangsarbeiter verraten, der daraufhin erschossen wurde, und sei für diese „Heldentat“ mit dem Eisernen Kreuz belohnt worden. Die zugehörige Urkunde geriet in Krügers Hände. In der dramatischen Endphase der Kollektivierung um 1960 erpresste er damit von Druskat, zugunsten von Max das Feld zu räumen.
Max erfuhr erst viel später davon und vernichtete zwar umgehend in Druskats Beisein das belastende Dokument, doch der ungerecht erlangte Vorteil war ihm nun nicht mehr zu nehmen. Zudem kennen weder er noch sein Schwiegervater die ganze Wahrheit: In Wirklichkeit versuchte Druskat den verfolgten Polen zu retten und beging nur den verhängnisvollen Fehler, dem damaligen gräflichen Gutsinspektor zu vertrauen. Dieser war es, der den Polen dem sicheren Tod überlieferte, doch die Verantwortung wurde Druskat zugeschoben. Voller Wut und Verzweiflung schlug Druskat ihn nieder und verscharrte anschließend beide Leichen. Nach 25 Jahren fand man sie zufällig, aber weder dies, noch eine Denunziation führten zu Druskats Verhaftung. In der Hoffnung, durch langjährige harte und anständige Arbeit seine Schuld vielleicht ausgeglichen zu haben, hatte er sich endlich selbst angezeigt.
Dass Max, Gomolla und sogar Rosemarie bereits um seine Nachfolge streiten, erweist sich als voreilig. Obwohl Druskat seinen Posten sicherlich verlieren wird und seine Genossenschafter noch immer nur Mittelmaß erreichen, können sie ihre Arbeit inzwischen ganz gut selbst organisieren. Auch in anderer Hinsicht tragen Druskats Mühen endlich Früchte: Seine zukunftsweisende Idee von großangelegten Kooperationen statt der von praxisfernen Funktionären diktierten inhaltsleeren „Initiativen“ zur Leistungssteigerung scheint sich gegen den Egoismus der Spitzenreiter wie Horbeck durchzusetzen.
Nachdem Druskat einstweilen wieder freigelassen wurde, kommt es zu einem versöhnlichen Schluss: Welche Strafe er zu erwarten hat, spielt eigentlich keine Rolle, da alles andere auf einem guten Weg ist. Max akzeptiert, dass er selbst demnächst wohl beträchtlich zurückstecken muss, doch er wird schon wieder auf die Füße fallen, und der nachrückenden Jugend werden die alten Konflikte zum Glück nichts mehr anhaben können. Einträchtig wandern die beiden Männer dem Dorf zu.

## Produktion, Dreharbeiten
Nach Wege übers Land aus dem Jahr 1968 und Die Verschworenen aus dem Jahr 1971 war Daniel Druskat zwar schon die dritte große Fernseharbeit für den Autor Helmut Sakowski, aber seine erste, die als Farbfilm realisiert wurde. Die Dreharbeiten fanden nach Aussagen von Produktionsleiter Fritz Delp im Zeitraum von Februar bis Oktober 1975 an insgesamt 135 Drehtagen statt. Laut Kameramann Jürgen Heimlich war für die gesamte Produktion kein einziger Drehtag im Atelier eingeplant. Stattdessen nutzte man ausschließlich reale Schauplätze wie Bauernhäuser, Gaststätten, Kulturhäuser oder ähnliches, filmte auf 16-mm-Material und in „Vollton“ (Originalton), also ohne komplette Nachsynchronisation. Das eingesetzte Bildformat ist 1,33:1 (4:3).
Ein Großteil der Dreharbeiten fand im Sommer 1975 im Raum Neubrandenburg statt. Der Drehstab war während dieser Zeit im Hotel Vier Tore in Neubrandenburg untergebracht, welches im Jahr 2016 abgerissen wurde. Viele Szenen des Films entstanden insbesondere im Ort Buchholz an der Müritz. Auch heute findet man dort noch das direkt an der Dorfstraße gelegene Grundstück, welches die markante Kulisse für das Gehöft der Familie Stephan in Horbeck darstellte, sowie die gegenüberliegende Dorfkirche, aus der Max und Hilde im zweiten Film als Brautpaar auszogen. Das Gebäude links neben der Dorfkirche fungierte im gleichen Film als Bürgermeisteramt. Der filmische Schauplatz Schloss Horbeck, welcher als Arbeitsort des LPG-Vorsitzenden Max Stephan in Horbeck fungierte, befindet sich allerdings in der Nähe von Luckenwalde im brandenburgischen Ort Stülpe. Das dortige Schloss mit seiner lang ausladenden Gartentreppe diente als entsprechende Kulisse für die Außenaufnahmen und Max Stephans Büro. An der Produktion waren laut Abspann weiterhin folgende Personen beteiligt:
- Dramaturgie: Helga Korff-Edel
- Szenenbild: Arthur Büttner, Eberhard Bleichert, Dietrich Singer
- Requisite: Ulrich Christian, Herbert Gehrke
- Kostüme: Ursula Wolf
- Masken: Jürgen Schwager, Bertl Fritze
- Ton: Rudolf Woska, Gisela Eweleit
- Beleuchtungsbrigade: Hans Kaufmann
- Kamera-Assistenz: Detlef Steppat, Heinz Rendant
- Aufnahmeleitung: Peter Bartsch, Rainer Gericke, Thomas Hund, Reinhard Schrade
- Regie-Assistenz: Hans Werner, Thomas Knauf

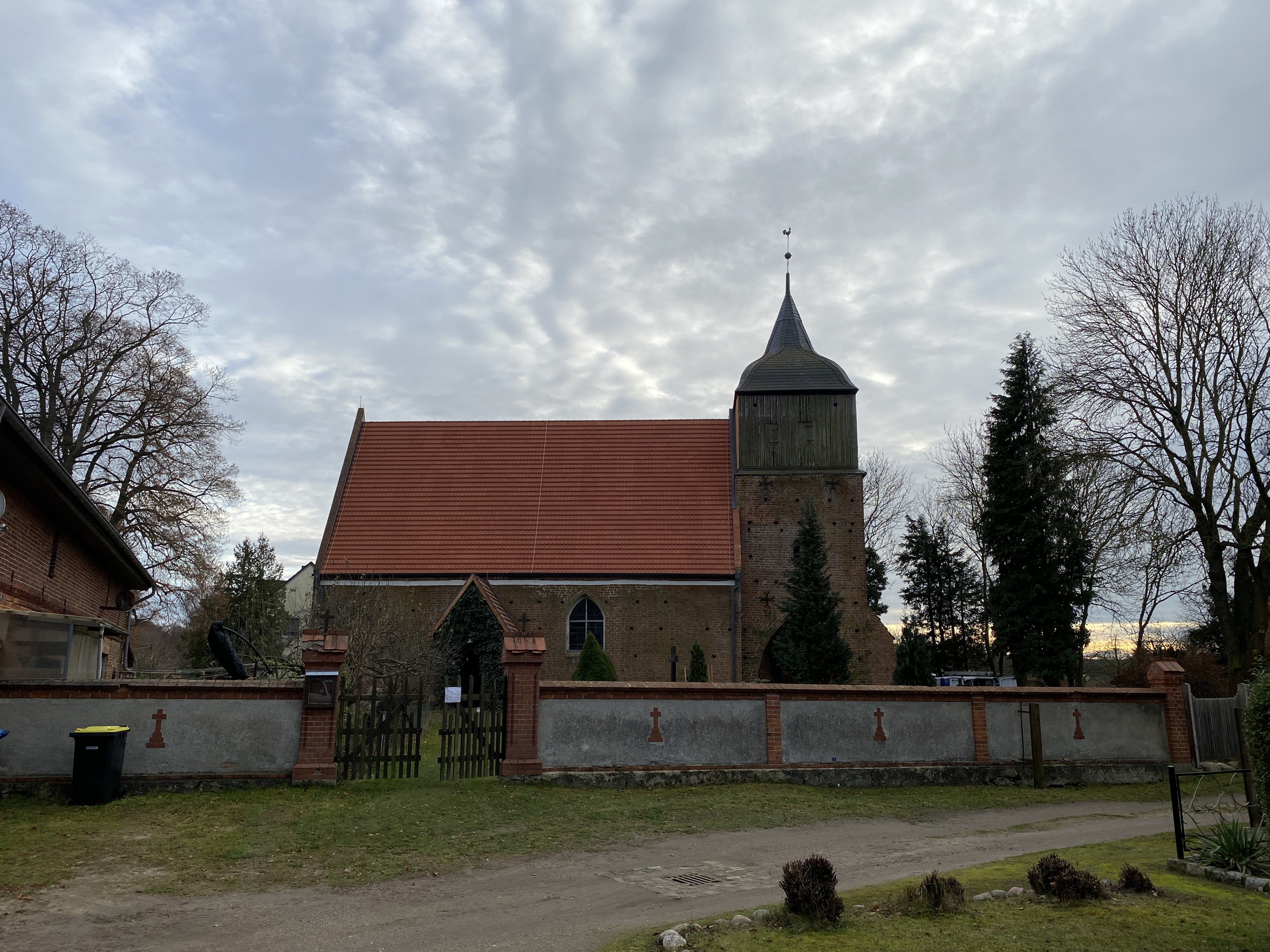
Dorfkirche in Buchholz im Jahr 2020

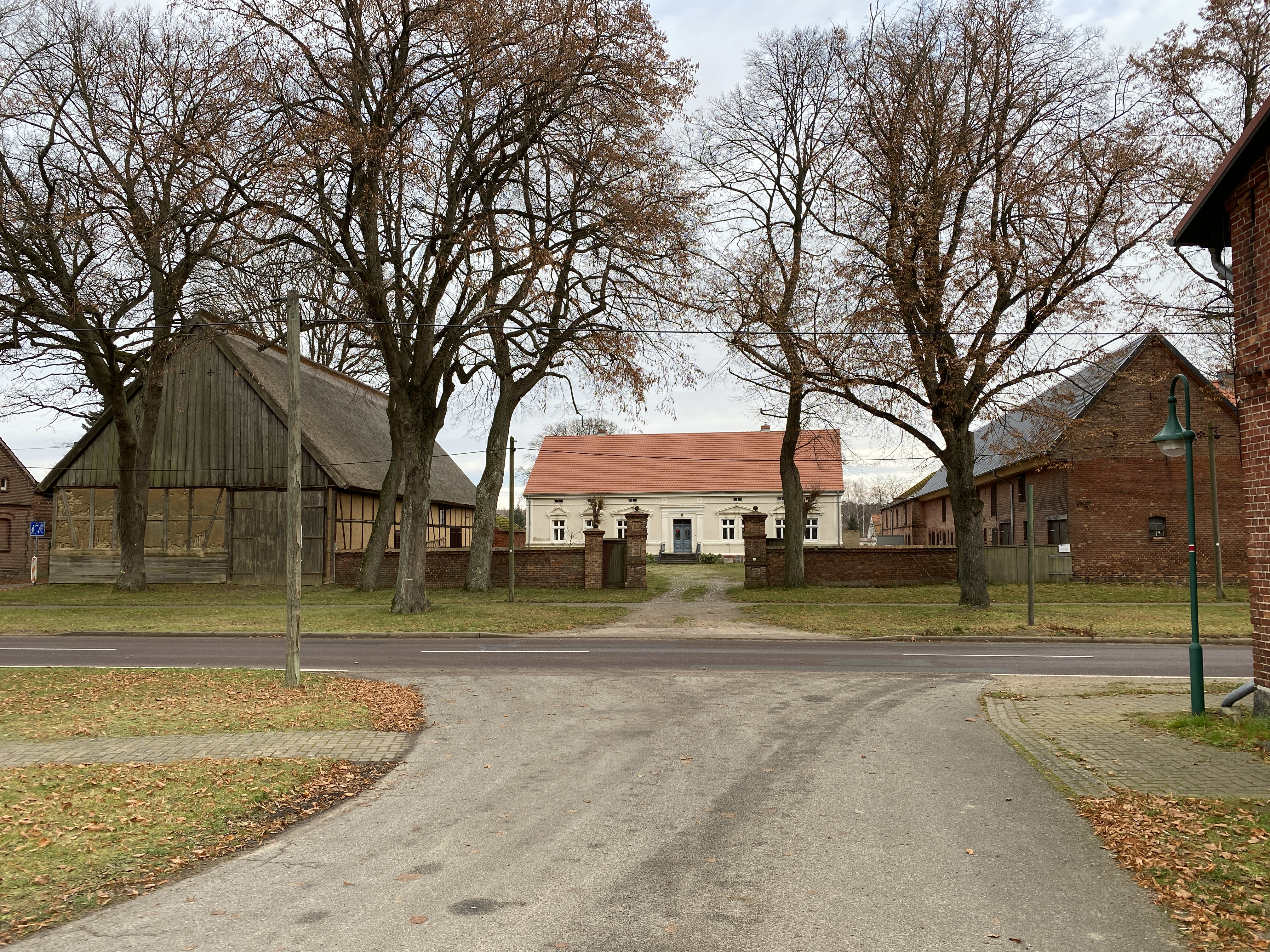
Gutshof in Buchholz im Jahr 2020 – Im Film das Gehöft der Familie Stephan in Horbeck

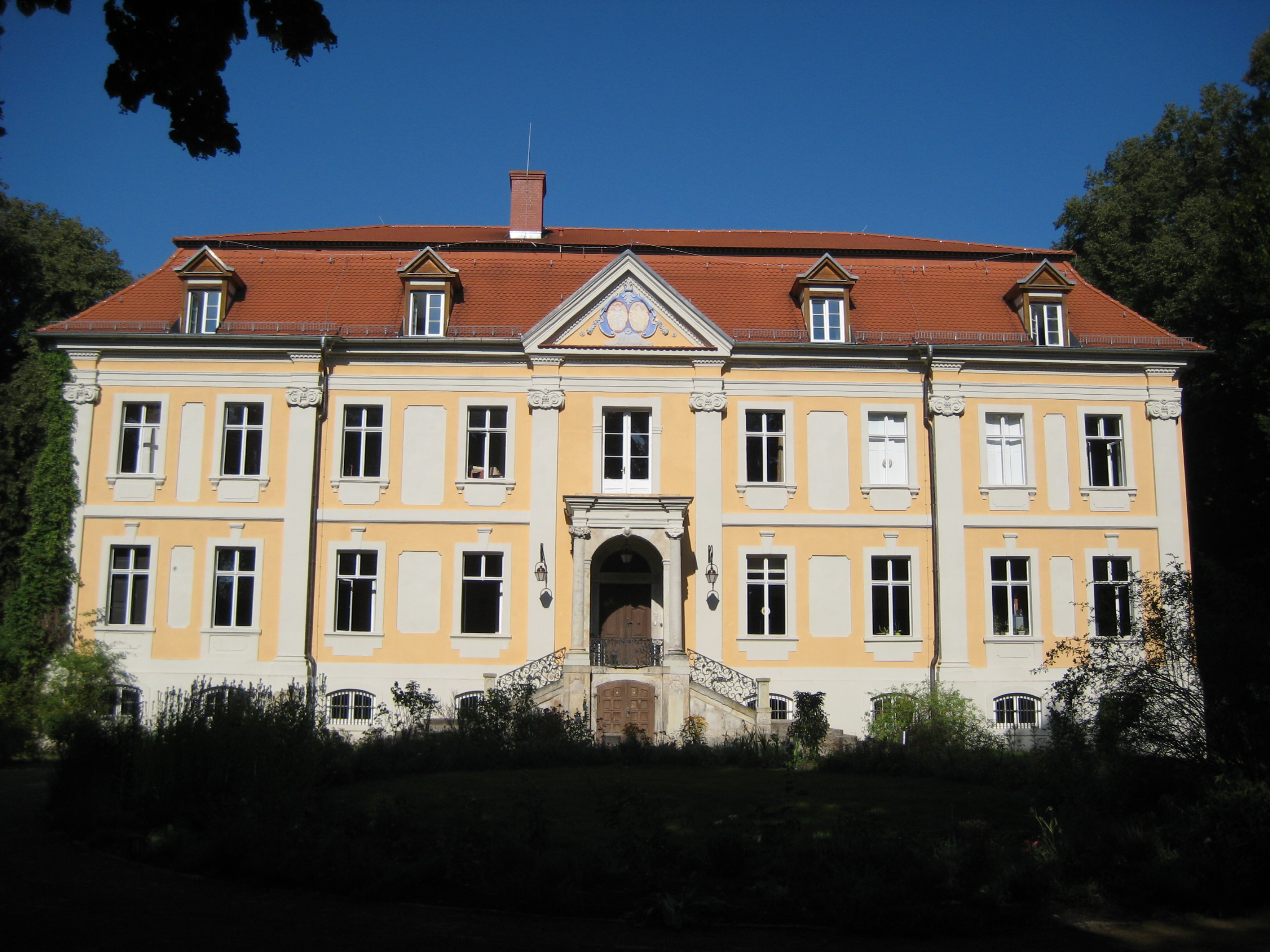
Schloss Stülpe bei Luckenwalde – Kulisse für Schloss Horbeck

## Fernsehausstrahlung
Die Erstausstrahlung des 1. Teils des Fünfteilers begann am Montag der Karwoche 1976, dem 12. April, um 20.00 Uhr 1. Programm des DDR-Fernsehens. Die weiteren Teile wurden am 13., 16., 18. und 20. April über das Osterwochenende gesendet. Im September des gleichen Jahres wurde der vieldiskutierte Mehrteiler nochmals im 2. Programm des Fernsehens der DDR ausgestrahlt. Da mit Manfred Krug, Hilmar Thate und Angelica Domröse die Darsteller wichtiger Titelfiguren in den folgenden Jahren die DDR verließen, wurde den damaligen Gepflogenheiten entsprechend von einer erneuten Ausstrahlung im DDR-Fernsehen abgesehen. Erst nach der politischen Wende in der DDR wurde der Mehrteiler im Dezember 1989 erstmals wieder im DDR-Fernsehen gezeigt.

## Auszeichnung
Anders als bei dem ersten nach einer Vorlage von Helmut Sakowski gedrehten Fünfteiler Wege übers Land gingen bei der Verleihung der Nationalpreise die Akteure hinter der Kamera leer aus. Im Jahre 1968 erhielten Regisseur Martin Eckermann, Dramaturgin Helga Korff-Edel und Kameramann Jürgen Heimlich zusammen mit den Darstellern Manfred Krug, Ursula Karusseit und Christa Lehmann im Kollektiv den Nationalpreis I. Klasse für Kunst und Literatur. Nunmehr erhielten jeweils Norbert Christian, Angelica Domröse, Erika Pelikowsky und Hilmar Thate den mit 50.000 Mark dotierten Nationalpreis II. Klasse für Kunst und Literatur. Bei der Preisverleihung wurde jedoch das gesamte schauspielerische Schaffen der Darsteller geehrt, Daniel Druskat wurde nicht gesondert erwähnt.

## Trivia
Die fiktiven Dörfer Altenstein und Horbeck werden im Film dem ebenfalls fiktiven Kreis Weran zugeordnet – ein Wortspiel mit dem Namen des ehemaligen DDR-Kreises Waren wäre denkbar. Im ersten Film ist nach ca. 26 Minuten auch von der nahe gelegenen „Rümitz – dem größten Binnenmeer des Landes“ die Rede. Auch hier liegt ein Wortspiel mit der ebenfalls im heutigen Bundesland Mecklenburg-Vorpommern liegenden Müritz nahe.
Norbert Christian, Darsteller des Gomolla, verstarb noch im Erstausstrahlungsjahr im Dezember 1976 nach schwerer Krankheit mit nur 51 Jahren.
Nach den Dreharbeiten zu Daniel Druskat verließ Angelica Domröse ihren damals alkoholkranken Ehemann Jiří Vršťala und zog mit dem schon geschiedenen Druskat-Hauptdarsteller Hilmar Thate zusammen. Beide waren bis zu Thates Tod 2016 verheiratet.

## DVD-Veröffentlichungen
- 2010: Daniel Druskat (3er DVD-Box aus der Reihe: DDR TV-Archiv, Icestorm Entertainment / Edel-Verlag, Laufzeit 435 Minuten, FSK 6, Erscheinungstermin: 11. Februar 2010, EAN: 4028951490134)